# Fitonia białożyłkowa
Fitonia białożyłkowa (Fittonia albivenis) – gatunek rośliny kwitnącej z rodziny akantowatych. Pochodzi z lasów deszczowych Kolumbii, Peru, Boliwii, Ekwadoru i północnej Brazylii. Roślina zielna, uprawiana jako ozdobna ze względu na zielone lub różnobarwne u odmian liście z silnie kontrastującymi białymi lub czerwonymi żyłkami. W regionach umiarkowanych, w których temperatura spada poniżej 10 °C, musi być uprawiana jako roślina doniczkowa.